# Љубомир Симовић
Љубомир Симовић (Ужице, 2. децембар 1935 — Београд, 17. април 2025) био је српски књижевник, преводилац и академик. Био је редовни члан Српске академије наука и уметности.

## Биографија
Рођен је од оца Драгише, обућара и мајке Радојке, из сарајевске породице Цвијић. Основну школу, ниже разреде гимназије и учитељску школу завршио је у Ужицу. Године 1962. дипломирао је на Филолошком факултету у Београду, на групи за историју југословенске књижевности и српскохрватски језик. Као студент био је члан редакције и одговорни уредник студентског књижевног листа “Видици”.
Писао је песме, драме, романе, есеје, књижевне критике. Преводио је са италијанског и руског језика. Прву песму под називом „Јутро” објавио је, као ученик Учитељске школе, у “Учитељској искри” (1951). Наставио је да објављује у “Вестима”, “Младој култури”, “Омладини”, “Студенту”, “Летопису Матице српске”, “Међају”, “Политици”, “Нину” и другим листовима и часописима. Крајем педесетих година 20. века, радио је хонорарно у Омладинском програму Радио Београда. Цео радни век провео је као уредник Уметничке редакције Првог програма Радио Београда.
Инспирацију за прве песничке радове налазио је у Ужицу и околини, менталитету Ужичана и њиховом развијеном смислу за хумор и осећању језика. Драме су, као и песме, тематски везане за завичајно Ужице, историјску прошлост и традицију. Његове песме и драме налазе се у свим антологијама српског песништва и драме. Дела су му преведена на готово све европске језике а драме извођене у позориштима широм Србије али и на многим светским сценама: Француској, Мађарској, Бугарској, Мексику, Чешкој, Немачкој, Русији, Швајцарској, Пољској, Белгији, Канади, Мароку и др.
Петнаестог децембра 1988. године Симовић је изабран за дописног, а 27. октобра 1994. године за редовног члана Српске академије наука и уметности.
Подржао је студентске протесте 2024—2025. Био је критичар политике СНС и Александра Вучића.
Преминуо је 17. априла 2025. године.

## Рецепција
Миодраг Павловић је Симовића видео као лирског песника, који се „лако и прецизно исказује, отвара увек нове сегменте на тематском видику, елегични тон шири до трагичног, хуморно до парадоксалног, љубавно осећање у правцу еротског”.
Светислав Басара је Симовића сместио међу националне песнике, али не оне који „мрачне, националне и општељудске поноре и гнусобе прекривају вербалним пиротским ћилимима, по којима шарају мотиве из фиктивне прошлости” већ га види уз оне ствараоце, какви су били Настасијевић и Брана Петровић, који „залазе у периферне области чулног света, где се у мноштву српске браће крије и мноштво Каина”.

## Награде и признања
Као представе у целини, Симовићеве драме су два пута победиле на Стеријином позорју: Путујуће позориште Шопаловић, у извођењу Југословенског драмског позоришта, у режији Дејана Мијача, 1986, и Чудо у Шаргану, у извођењу Српског народног позоришта из Новог Сада, у режији Егона Савина, 1993. године.
Љубомиру Симовићу је 28. априла 2013. Универзитет у Крагујевцу на предлог Филолошко-уметничког факултета доделио титулу почасног доктора.

### Књижевне награде
1. Награда „Ђорђе Јовановић”, за књигу Шлемови, 1968.
2. Награда „Исидора Секулић”, за књигу Шлемови, 1968.
3. Змајева награда, за књигу Уочи трећих петлова, 1973.
4. Стеријина награда за текст савремене драме, за драму Хасанагиница, 1975.
5. Награда „Бранко Миљковић”, за књигу Видик на две воде, 1980.
6. Награда „Милан Ракић”, за књигу Ум за морем, 1982.
7. Стеријина награда за текст савремене драме, за драму Путујуће позориште Шопаловић, 1986.
8. Награда „Јоаким Вујић”, за драмски текст Путујуће позориште Шопаловић, 1986.
9. Дисова награда, 1989.
10. Октобарска награда града Београда, за драму Бој на Косову, 1989.
11. Седмојулска награда, 1990.
12. БИГЗ-ова награда, за књигу песама Горњи град, 1990.
13. Награда „Златни крст кнеза Лазара”, 1992.
14. Књижевна награда „Библиос”, за сабрана дела, 1992.
15. Стеријина награда за текст савремене драме, за драму Чудо у Шаргану, 1993.
16. Награда „Десанка Максимовић”, 1994.
17. Награда „Беловодска розета”, 1994.
18. Награда „Жичка хрисовуља”, 1995.
19. Награда „Лаза Костић”, за књигу Ужице са вранама, 1996.
20. Награда „Стефан Митров Љубиша”, за књигу Сабране песме, 1997.[1]
21. Награда „Рачанска повеља”, за књигу Сабране песме, 1998.
22. Награда „Исидоријана”, за књигу Ужице са вранама, 1999.[1]
23. Велика базјашка повеља, 1999.
24. Награда „Ђура Јакшић”, за књигу Љуска јајета, 1999.
25. Награда „Рамонда сербика”, 1999.
26. Награда „Васко Попа”, за књигу Сабране песме, 2000.
27. Награда „Козара”, за књигу Сабране песме, 2000.
28. Награда „Радоје Домановић” (Домановићеви дани сатире), за поезију, Овсиште, 2000.
29. Награда „Браћа Карић”, 2001.
30. Награда „Одзиви Филипу Вишњићу”, 2001.
31. Награда „Заплањски Орфеј”, за песму „Дочек и крунисање ослободиоца пред црквом и рибарском крчмом у Сланкамену”, 2001.
32. Награда „Душан Васиљев”, 2003.
33. Награда „Мића Поповић”, 2006.
34. Вукова награда, 2007.
35. Награда „Драинац”, за књигу песама Гост из облака, 2008.
36. Награда „Богородица Тројеручица”, Чикаго, 2009.
37. Награда „Златни кључ Смедерева”, 2012.
38. Награда Српске књижевне задруге, 2013.[6]
39. Награда Подрума „Радовановић”, 2014.
40. Награда „Љубомир П. Ненадовић”, за најбољу путописну књигу на српском језику, 2016.
41. Награда „Доситеј Обрадовић” за животно дело, 2016.
42. Награда „Извиискра Његошева”, за 2015/2016.
43. Награда „Дејан Медаковић”, за књигу До Оба и Хуангпуа, 2016.
44. Награда „Арка”, 2017.
45. Европска награда за поезију „Петру Крду”, 2018.
46. Награда „Златни прстен деспота Стефана Лазаревића”, 2020.[7]
47. Медаља САНУ, из области уметности, 2022.[8][9]

## Дела

### Песме
- Балада о Стојковићима

### Песничке књиге
- Словенске елегије (1958),
- Весели гробови (1961)
- Последња земља (1964)
- Шлемови (1967)
- Уочи трећих петлова (1972)
- Субота (1976)
- Видик на две воде (1980)
- Ум за морем (1982)
- Десет обраћања Богородици Тројеручици хиландарској (1983)
- Источнице (са цртежима Марија Маскарелија, 1983)
- Горњи град (1990, два издања)
- Игла и конац (1992)
- Љуска од јајета (1998)
- Тачка (2001)

Избор из Симовићевог песништва објављен је у књигама:
Изабране песме (1980), Хлеб и со (1985, 1987), Источнице и друге песме (1994) и Учење у мраку (1995).
У заједничком издању Града театра Будве и подгоричког „Октоиха“, у едицији „Награђени писци“, у којој се штампају дела добитника награде „Стефан Митров Љубиша“, објављено је 1998, Симовићево трокњижје, које би се могло назвати ”ужичком песничком трилогијом”: Видик на две воде, Источнице и Игла и конац.
Песма Десет обраћања Богородици Тројеручици хиландарској штампана је као библиофилско издање Јовице Вељовића, у Хамбургу, 1997. године.
Сабране песме Љубомира Симовића објављене су у издању „Стубова културе“ 1999. године.

### Драме
Симовић је написао четири драме: Хасанагиница, Чудо у Шаргану, Путујуће позориште Шопаловић и Бој на Косову. Драме су му извођене на многим нашим сценама, као и у иностранству. Највише успеха постигло је Путујуће позориште Шопаловић, које је постављено на сценама Пољске, Чешке, Словачке, Француске, Швајцарске, Канаде и Белгије, као и у једном француском позоришту у Мароку, у Казабланки. Симовићеве драме су извођене и у позориштима Словеније, Хрватске, Босне и Херцеговине и Македоније.
По драми Бој на Косову снимљен је филм.

### Есеји
Симовићеви есеји о српским песницима скупљени су у три издања књиге Дупло дно (1983, 1991, 2001), док су његови есеји, беседе, разговори, писма и остали текстови на друге теме, укључујући и политичке, штампани у књигама Ковачница на Чаковини (1990), Галоп на пужевима (1994; друго, допуњено, издање 1997), Нови галоп на пужевима (1999), Жабе у реду пред поткивачницом (2016).

### Друго
Дневник снова објављен је, под насловом Сневник, у часопису „Дело“, 1-2, 1987. Посебно издање Сневника, уз то и знатно допуњено, објављено је 1998. године.
Два издања књиге Ужице са вранама (хроника, која је повремено роман, или роман, који је повремено хроника), штампана су током 1996. године.
Симовићева Дела у пет књига објављена су 1991. године.
Преводи Симовићевих песама и драма штампани су у многим страним антологијама и зборницима, у књижевним и позоришним часописима, као и у посебним књигама.
Издавачка кућа „Танеси” објавила је његову књигу путописа „До Оба и Хуангпуа” 2016. године.
Љубомир Симовић се бавиo и ликовном критиком и његова књига „Читање слика”  је вредан прилог историји српске ликовне уметности савременог доба. По књизи је урађена и телевизијска серија у реализацији Редакције за културу РТС-а 2013-2014. године. Неки од сликара који су представњени су Србиновић, Оташевић, Самуровић, М.Челебоновић, Величковић, Гвозденовић, М.Туцовић,...